# لحمامشة (المراكشية 2)
لحمامشة هو دُوَّار يقع بجماعة عين السبيت، إقليم الخميسات، جهة الرباط سلا القنيطرة في المملكة المغربية. ينتمي الدوّار لمشيخة المراكشية 2 التي تضم 4 دواوير. يقدر عدد سكانه بـ 280 نسمة حسب الإحصاء الرسمي للسكان والسكنى لسنة 2004.

## روابط خارجية
- البوابة الوطنية للجماعات الترابية نسخة محفوظة 12 مارس 2018 على موقع واي باك مشين.
- المندوبية السامية للتخطيط